# Fröken Höffern
Höffern, egentligen von Höffer eller von Hoeffer, var en svensk siare av tyskt ursprung. Hon räknas som det första välkända siaren i Stockholms historia. Hon var omtalad under 1700-talets första hälft. 
Höffern var ursprungligen från Pommern i Tyskland. Hon anställdes, troligen som sällskapsdam, hos en svensk adelsdam, och flyttade med henne till Stockholm. I Stockholm umgicks hon flitigt i samtidens aristokratiska sällskapsliv, där hon beskrivs som bildad och populär: "Detta fruntimmer gjorde annars aldrig något väsen af sin upplysning, var mycket artig och belefvad och mycket älskad och afhållen af alla. Hon var uti grefvinnan Anne Marie Königsmarcks hus, som var salig gref Leijonhufvuds mor." Med "Anne Marie Königsmarck" avses här med all säkerhet Amalia Königsmarck, som var mor till en greve Lewenhaupt: Lewenhaupt kallades under denna tid ofta för Leijonhufvud. Amalia Königsmarck hade bott en lång tid i Tyskland, bland annat Hamburg, och återvänt till Sverige år 1722.
Höffern var känd som medial, och gjorde sig beryktad genom att förutsäga människors framtid genom deras fysionomi eller genom tecken i deras händer. Hon gjorde flera på sin tid uppmärksammade förutsägelser.  
Bland hennes mest kända förutsägelser var en spådom till kung Fredrik I av Sverige: "Hon spådde salig kung Fridric, att han genom fruntimber skulle göra den största och högsta lycka i världen."
I Hamburg råkade hon på en assemblé se den öppna handen hos en adlig officer, då han stödde den på bordet medan han böjde sig ned för att ta upp något han tappat på golvet. Hon utbrast då: "I fi, hvad är detta för en olycklig människas hand!" Då han bad om ursäkt, svarade hon: "I har alldeles intet inkommoderat mig, men en stor olycka förestår Er innan kort". Några veckor därpå påträffades hans lik på vägen från Hamburg, uppenbarligen mördad av landsvägsrövare.
Under ett hasardspel varnade hon grevinnan Ascheberg [troligen Margareta von Ascheberg] för ett olyckligt fall: "Hon aktade sig på det bästa, men det oaktadt snafvade hon i en trädgård på en liten isfläck och bröt sin höft, hvaraf hon i all sin livstid hade känning; hon höll sig vid en fröken Sass, men föll ändå tillika med henne omkull". 
Hon varnade Charles Emil Lewenhaupt den äldre för gevär och jakt. Denne sköt strax därpå en jägare som han trodde var en hare: "Icke långt därefter gjorde han sin största olycka och miste sitt hufvud." (Lewenhaupt avrättades 1743). 
Vid sitt möte med Beata Elisabet Stenbock, som Höffern enligt uppgift aldrig förut hade sett eller känt till, förutsade hon att Siöblad: "skulle göra lycka med sjömän". Stenbocks make sedan 1715, Carl Georg Siöblad, blev amiral 1741 och överamiral 1747. 
Höffern och hennes förutsägelser beskrivs i Johan Wellanders handskrivna anteckningsbok, som förvaras i Kungliga Biblioteket.